# Dance Massive
Dance Massive è un album di Bunny Wailer, pubblicato dalla Shanachie Records nel 1992. Il disco fu registrato al Mixing Lab Studio ed al Music Works Recording Studios di Kingston, Jamaica.

## Tracce
1. Ram Dance – 3:42 (Neville Livingston)
2. Conscious Lyrics – 3:40 (Neville Livingston)
3. Girls – 4:00 (Neville Livingston)
4. Dance Massive – 4:09 (Neville Livingston)
5. Don Dadda – 3:56 (Neville Livingston)
6. Dance Ha Ti Gwan – 4:01 (Neville Livingston)
7. Raggamuffin – 3:45 (Neville Livingston)
8. Veteran – 3:30 (Neville Livingston)
9. The Specialists – 3:34 (Neville Livingston)
10. Still the King – 3:53 (Neville Livingston)

## Musicisti
- Bunny Wailer - voce, percussioni, accompagnamento vocale, arrangiamenti
- Owen Red Fox Stewart - tastiere, strumenti a fiato, m.i. programming
- Danny Thompson - basso
- Carl Ayton - batteria
- Chris Meredith - batteria
- Harry T. Powell - percussioni